# Giro delle Marche 1976
Il Giro delle Marche 1976, nona ed ultima edizione della corsa, si svolse il 30 agosto 1976 su un percorso di 227 km. La vittoria fu appannaggio dell'italiano Pierino Gavazzi, che completò il percorso in 5h33'00" precedendo il belga Roger De Vlaeminck e il connazionale Francesco Moser.

## Ordine d'arrivo (Top 10)
| Pos. | Corridore                | Squadra            | Tempo    |
| ---- | ------------------------ | ------------------ | -------- |
| 1    | Pierino Gavazzi          | Jollj Ceramica     | 5h33'00" |
| 2    | Roger De Vlaeminck       | Brooklyn           | ?        |
| 3    | Francesco Moser          | Sanson             | ?        |
| 4    | Enrico Paolini           | Scic-Colnago       | ?        |
| 5    | Marcello Osler           | Brooklyn           | ?        |
| 6    | Franco Bitossi           | Zonca-Santini      | ?        |
| 7    | Gianbattista Baronchelli | Scic-Colnago       | ?        |
| 8    | Bruno Wolfer             | Zonca-Santini      | ?        |
| 9    | Felice Gimondi           | Bianchi-Campagnolo | ?        |
| 10   | Alfredo Chinetti         | Jollj Ceramica     | ?        |